# Йоркска катедрала
Йоркската катедрала (на английски: York Minster), официално назована Катедрала и архиепископска църква на Св. Петър в Йорк (на английски: The Cathedral and Metropolitan Church of St Peter in York) е готическа катедрала в Йорк, Англия и една от най-големите катедрали в Северна Европа, наред с Кьолнската катедрала. Катедралата е седалище на архиепископа на Йорк, вторият най-висш пост в Англиканската църква и катедрала на Йоркската епархия. Управлява се от декан и съвет. Понякога се счита, че службите в катедралата се доближават до англо-католическото течение в Англиканската църква.
Катедралата има богато декориран готически неф и дом на катедралния съвет (Chapter house), перпендикулярен готически презвитериум и източен край, и ранноанглийски северен и южен трансепт. Нефът съдържа Западния прозорец, създаден през 1338 г., а в Параклиса на Богородица (Lady Chapel) в източния край е Големият източен прозорец (завършен през 1408 г.), най-големият средновековен стъклопис в света. В северния трансепт е Прозорецът на петте сестри, всеки от стреловидните прозорци на който е висок над 16 м. Южният трансепт съдържа известния Розетен прозорец. Църквата е дълга 158 м, хорът е висок 31 м, а трите кули по 60 м.

## История
Датчаните унищожават дотогавашната църква през 1075 г. и от 1080 г. започва строежът на съвременната катедрала. Построена в нормански стил, тя е дълга 111 м и са ѝ придадени червени и бели линии. Новата структура е повредена от пожар през 1137 г., но скоро е ремонтирана. Хорът и криптата са реконструирани през 1154 г. и е построен нов параклис, всичките в нормански стил.
Готическият стил в катедралите пристига в средата на 12 век. Уолтър де Грей е ръкоположен за архиепископ през 1215 г. и нарежда построяването на готическа катедрала, сравнима с Кентърбърийската катедрала; строежът започва през 1220 г. Северният и южният трансепт са първите нови структури; и двете са изградени в ранноанглийски готически стил, но имат подчертано различни стени. Завършена е също значителна централна кула с дървена островърха кула. Катедралата е обявена за завършена и е осветена през 1472 г.
Английската реформация води до ръкополагането на първия Англикански архиепископ, ограбването на много от богатствата на катедралата и загубата на много от земите на църквата. При Елизабет I са положени организирани усилия да се премахнат всякакви римокатолически следи в катедралата: унищожени са гробници, прозорци и олтари. По време на Английската гражданска война градът е обсаден и попада във владение на силите на Оливър Кромуел през 1644 г., но главнокомандващият Томас Феърфакс предотвратява нанасянето на повече щети на катедралата.

## Галерия
- View from Precentor's Court
- The Minster viewed from Low Petergate
- A rear view of York Minster's West towers
- South-western parts
- The southwest tower of York Minster
- 360-degree view of the Chapter House
- Chapter House, view to east
- Ceiling and windows of the Chapter House
- Oak doors that form the west entrance (inside view) with effigy of St Peter and semaphore saints on sides
- Close-up of the stone carvings above the doors
- Inside, view to west entrance
- Stained glass window depicting the family tree of Jesus Christ
- An individual stained-glass window by William Peckitt of York (1731-1795) depicting King Solomon
- Inside view of rose window of south facade
- Evensong in York Minster with Anglican choir music
- Interior of central tower, looking up
- Exterior, east end
- York Minister Exterior Facade
- Walking The Nave
- Passing through to the Central Transept Tower
- The Western front of the Minster